# Olympische Sommerspiele 2020/Teilnehmer (Tschechien)
| Gelbes Symbol für Goldmedaillen mit stilisierten Olympischen Ringen | Graues Symbol für Silbermedaillen mit stilisierten Olympischen Ringen | Braundes Symbol für Bronzemedaillen mit stilisierten Olympischen Ringen |
| ------------------------------------------------------------------- | --------------------------------------------------------------------- | ----------------------------------------------------------------------- |
| 4                                                                   | 4                                                                     | 3                                                                       |

Tschechien nahm an den Olympischen Spielen 2020 in Tokio mit 111 Sportlern in 22 Sportarten teil. Es war die insgesamt 7. Teilnahme an Olympischen Sommerspielen.

## Teilnehmer nach Sportarten

### Basketball

#### Basketball
| Wettbewerb    | Herren |
| ------------- | --- |
| Athleten      | Patrik Auda Ondřej Balvín Jaromír Bohačík David Jelínek Lukáš Palyza Martin Peterka Tomáš Satoranský Blake Schilb Ondřej Sehnal Jakub Šiřina Jan Veselý Tomáš Vyoral |
| Coach         | Ronen Ginzburg |
| Gruppenphase  | Iran (84–78) Frankreich (77–97) Vereinigte Staaten (84–119) |
| Viertelfinale | ausgeschieden |
| Halbfinale    | ausgeschieden |
| Finale        | ausgeschieden |
| Platzierung   | 9. Platz |

### Beachvolleyball
| Athleten                           | Gruppenphase               | Gruppenphase              | Gruppenphase | Gruppenphase | Achtelfinale  | Achtelfinale  | Viertelfinale | Viertelfinale | Halbfinale    | Halbfinale    | Finale        | Finale        | Rang |
| Athleten                           | Gegner                     | Ergebnis                  | Punkte       | Rang         | Gegner        | Ergebnis      | Gegner        | Ergebnis      | Gegner        | Ergebnis      | Gegner        | Ergebnis      | Rang |
| ---------------------------------- | -------------------------- | ------------------------- | ------------ | ------------ | ------------- | ------------- | ------------- | ------------- | ------------- | ------------- | ------------- | ------------- | ---- |
| Frauen                             |                            |                           |              |              |               |               |               |               |               |               |               |               |      |
| Barbora Hermannová Markéta Sluková | Ishii / Murakami           | w.o. (0:2 (0:21, 0:21))   | 3            | 4            | ausgeschieden | ausgeschieden | ausgeschieden | ausgeschieden | ausgeschieden | ausgeschieden | ausgeschieden | ausgeschieden | 19   |
| Barbora Hermannová Markéta Sluková | Betschart / Hüberli        | w.o. (0:2 (0:21, 0:21))   | 3            | 4            | ausgeschieden | ausgeschieden | ausgeschieden | ausgeschieden | ausgeschieden | ausgeschieden | ausgeschieden | ausgeschieden | 19   |
| Barbora Hermannová Markéta Sluková | Kozuch / Ludwig            | w.o. (0:2 (0:21, 0:21))   | 3            | 4            | ausgeschieden | ausgeschieden | ausgeschieden | ausgeschieden | ausgeschieden | ausgeschieden | ausgeschieden | ausgeschieden | 19   |
| Männer                             |                            |                           |              |              |               |               |               |               |               |               |               |               |      |
| Ondřej Perušič David Schweiner     | Pļaviņš / Točs             | w.o. (0:2 (0:21, 0:21))   | 4            | 4            | ausgeschieden | ausgeschieden | ausgeschieden | ausgeschieden | ausgeschieden | ausgeschieden | ausgeschieden | ausgeschieden | 19   |
| Ondřej Perušič David Schweiner     | Gaxiola / Rubio            | 2:1 (17:21, 21:16, 16:14) | 4            | 4            | ausgeschieden | ausgeschieden | ausgeschieden | ausgeschieden | ausgeschieden | ausgeschieden | ausgeschieden | ausgeschieden | 19   |
| Ondřej Perušič David Schweiner     | Krassilnikow / Stojanowski | 1:2 (21:19, 13:21, 8:15)  | 4            | 4            | ausgeschieden | ausgeschieden | ausgeschieden | ausgeschieden | ausgeschieden | ausgeschieden | ausgeschieden | ausgeschieden | 19   |

### Bogenschießen
| Athleten        | Wettbewerb | Qualifikation | Qualifikation | 1. Runde    | 1. Runde | 2. Runde      | 2. Runde      | Achtelfinale  | Achtelfinale  | Viertelfinale | Viertelfinale | Halbfinale    | Halbfinale    | Finale        | Finale        | Rang |
| Athleten        | Wettbewerb | Ringe         | Rang          | Gegner      | Ergebnis | Gegner        | Ergebnis      | Gegner        | Ergebnis      | Gegner        | Ergebnis      | Gegner        | Ergebnis      | Gegner        | Ergebnis      | Rang |
| --------------- | ---------- | ------------- | ------------- | ----------- | -------- | ------------- | ------------- | ------------- | ------------- | ------------- | ------------- | ------------- | ------------- | ------------- | ------------- | ---- |
| Frauen          |            |               |               |             |          |               |               |               |               |               |               |               |               |               |               |      |
| Marie Horáčková | Einzel     | 636           | 34            | M. Nakamura | 2:6      | ausgeschieden | ausgeschieden | ausgeschieden | ausgeschieden | ausgeschieden | ausgeschieden | ausgeschieden | ausgeschieden | ausgeschieden | ausgeschieden | 33   |

### Fechten
| Athleten              | Wettbewerb     | 1. Runde | 1. Runde | 2. Runde    | 2. Runde | Achtelfinale  | Achtelfinale  | Viertelfinale | Viertelfinale | Halbfinale / Klassifikation | Halbfinale / Klassifikation | Finale / Platzierung | Finale / Platzierung | Rang          |
| Athleten              | Wettbewerb     | Gegner   | Erg.     | Gegner      | Erg.     | Gegner        | Erg.          | Gegner        | Erg.          | Gegner                      | Erg.                        | Gegner               | Erg.                 | Rang          |
| --------------------- | -------------- | -------- | -------- | ----------- | -------- | ------------- | ------------- | ------------- | ------------- | --------------------------- | --------------------------- | -------------------- | -------------------- | ------------- |
| Männer                |                |          |          |             |          |               |               |               |               |                             |                             |                      |                      |               |
| Jakub Jurka           | Degen Einzel   | Freilos  | Freilos  | K. Minobe   | 14:15    | ausgeschieden | ausgeschieden | ausgeschieden | ausgeschieden | ausgeschieden               | ausgeschieden               | ausgeschieden        | ausgeschieden        | ausgeschieden |
| Alexander Choupenitch | Florett Einzel | Freilos  | Freilos  | C. Llavador | 15:11    | P. Joppich    | 15:13         | M. Hamza      | 15:9          | K. L. Cheung                | 10:15                       | T. Shikine           | 15:8                 | Bronze        |

### Gewichtheben
| Athleten   | Wettbewerb                     | Reißen  | Reißen | Stoßen                | Stoßen                | Zweikampf | Zweikampf | Rang |
| Athleten   | Wettbewerb                     | Gewicht | Rang   | Gewicht               | Rang                  | Gewicht   | Rang      | Rang |
| ---------- | ------------------------------ | ------- | ------ | --------------------- | --------------------- | --------- | --------- | ---- |
| Männer     |                                |         |        |                       |                       |           |           |      |
| Jiří Orság | Superschwergewicht über 109 kg | 180 kg  | 6      | ohne gültigen Versuch | ohne gültigen Versuch | —         | —         | —    |

### Golf
| Athleten       | Runde 1 | Runde 2 | Runde 3 | Runde 4 | Gesamt | Par | Rang |
| -------------- | ------- | ------- | ------- | ------- | ------ | --- | ---- |
| Frauen         |         |         |         |         |        |     |      |
| Klára Spilková | 69      | 70      | 71      | 69      | 279    | −5  | 23   |
| Männer         |         |         |         |         |        |     |      |
| Ondřej Lieser  | 72      | 77      | 73      | 72      | 294    | +10 | 60   |

### Judo
| Athleten       | Wettbewerb  | 1. Runde | 1. Runde | 2. Runde   | 2. Runde | Achtelfinale  | Achtelfinale  | Viertelfinale | Viertelfinale | Halbfinale / Trostrunde | Halbfinale / Trostrunde | Finale / Platz 3 | Finale / Platz 3 | Rang |
| Athleten       | Wettbewerb  | Gegner   | Ergebnis | Gegner     | Ergebnis | Gegner        | Ergebnis      | Gegner        | Ergebnis      | Gegner                  | Ergebnis                | Gegner           | Ergebnis         | Rang |
| -------------- | ----------- | -------- | -------- | ---------- | -------- | ------------- | ------------- | ------------- | ------------- | ----------------------- | ----------------------- | ---------------- | ---------------- | ---- |
| Männer         |             |          |          |            |          |               |               |               |               |                         |                         |                  |                  |      |
| David Klammert | bis 90 kg   | Freilos  | Freilos  | L. Kochman | 0s1:10   | ausgeschieden | ausgeschieden | ausgeschieden | ausgeschieden | ausgeschieden           | ausgeschieden           | ausgeschieden    | ausgeschieden    | 17   |
| Lukáš Krpálek  | über 100 kg | Freilos  | Freilos  | —          | —        | J. Mahjoub    | 11s1:0        | B. Oltiboyev  | 1s2:0         | H. Harasawa             | 1s1:0s1                 | G. Tuschischwili | 10s2:0s1         | Gold |

### Kanu

#### Kanurennsport
| Athleten                 | Wettbewerb | Vorlauf      | Vorlauf | Viertelfinale | Viertelfinale | Halbfinale    | Halbfinale    | Finale A/B    | Finale A/B    | Rang          |
| Athleten                 | Wettbewerb | Zeit         | Rang    | Zeit          | Rang          | Zeit          | Rang          | Zeit          | Rang          | Rang          |
| ------------------------ | ---------- | ------------ | ------- | ------------- | ------------- | ------------- | ------------- | ------------- | ------------- | ------------- |
| Männer                   |            |              |         |               |               |               |               |               |               |               |
| Josef Dostál             | K-1 1000 m | 3:37,342 min | 1       | —             | —             | 3:25,387 min  | 2             | 3:26,610 min  | 5             | 5             |
| Martin Fuksa             | C-1 1000 m | 4:01,620 min | 2       | —             | —             | 4:04,220 min  | 3             | 4:08,755 min  | 5             | 5             |
| Petr Fuksa               | C-1 1000 m | 4:14,482 min | 3       | 4:14,476 min  | 4             | ausgeschieden | ausgeschieden | ausgeschieden | ausgeschieden | ausgeschieden |
| Josef Dostál Radek Šlouf | K-2 1000 m | 3:13,425 min | 2       | —             | —             | 3:18,240 min  | 4             | 3:16,106 min  | 3             | Bronze        |
| Martin Fuksa Petr Fuksa  | C-2 1000 m | 3:53,056 min | 3       | 3:50,635 min  | 2             | 3:28,927 min  | 5             | 3:31,240 min  | 2             | 10            |

#### Kanuslalom
| Athleten                  | Wettbewerb | Vorlauf  | Vorlauf | Halbfinale | Halbfinale | Finale        | Finale        | Rang          |
| Athleten                  | Wettbewerb | Zeit     | Rang    | Zeit       | Rang       | Zeit          | Rang          | Rang          |
| ------------------------- | ---------- | -------- | ------- | ---------- | ---------- | ------------- | ------------- | ------------- |
| Frauen                    |            |          |         |            |            |               |               |               |
| Kateřina Minařík Kudějová | K-1        | 106,41 s | 6       | 114,15 s   | 15         | ausgeschieden | ausgeschieden | ausgeschieden |
| Tereza Fišerová           | C-1        | 109,16 s | 3       | 113,23 s   | 2          | 120,99 s      | 6             | 6             |
| Männer                    |            |          |         |            |            |               |               |               |
| Jiří Prskavec             | K-1        | 91,71 s  | 4       | 94,29 s    | 1          | 91,63 s       | 1             | Gold          |
| Lukáš Rohan               | C-1        | 102,15 s | 8       | 103,68 s   | 4          | 101,96 s      | 2             | Silber        |

### Leichtathletik
Laufen und Gehen 
| Athleten                                           | Wettbewerb   | Runde 1     | Runde 1 | Halbfinale    | Halbfinale    | Finale        | Finale        | Rang          |
| Athleten                                           | Wettbewerb   | Zeit        | Rang    | Zeit          | Rang          | Zeit          | Rang          | Rang          |
| -------------------------------------------------- | ------------ | ----------- | ------- | ------------- | ------------- | ------------- | ------------- | ------------- |
| Frauen                                             |              |             |         |               |               |               |               |               |
| Barbora Malíková                                   | 400 m        | 52,83       | 6       | ausgeschieden | ausgeschieden | ausgeschieden | ausgeschieden | ausgeschieden |
| Lada Vondrová                                      | 400 m        | 51,14       | 3       | 51,62         | 8             | ausgeschieden | ausgeschieden | ausgeschieden |
| Kristiina Mäki                                     | 1500 m       | 4:04,55 min | 6       | 4:01,23 min   | 7             | 4:11,76 min   | 13            | 13            |
| Diana Mezuliáníková                                | 1500 m       | 4:05,49 min | 6       | 4:03,70 min   | 8             | ausgeschieden | ausgeschieden | ausgeschieden |
| Simona Vrzalová                                    | 1500 m       | 4:19,46 min | 13      | ausgeschieden | ausgeschieden | ausgeschieden | ausgeschieden | ausgeschieden |
| Tereza Ďurdiaková                                  | 20 km Gehen  | —           | —       | —             | —             | 1:36:58 h     | 30            | 30            |
| Tereza Hrochová                                    | Marathon     | —           | —       | —             | —             | 2:42:25 h     | 58            | 58            |
| Marcela Joglová                                    | Marathon     | —           | —       | —             | —             | 2:39:29 h     | 52            | 52            |
| Eva Vrabcová Nývltová                              | Marathon     | —           | —       | —             | —             | DNF           | DNF           | DNF           |
| Männer                                             |              |             |         |               |               |               |               |               |
| Jan Jirka                                          | 200 m        | DSQ         | DSQ     | ausgeschieden | ausgeschieden | ausgeschieden | ausgeschieden | ausgeschieden |
| Pavel Maslák                                       | 400 m        | 47,01 s     | 7       | ausgeschieden | ausgeschieden | ausgeschieden | ausgeschieden | ausgeschieden |
| Vít Müller                                         | 400 m Hürden | 49,59 s     | 5       | 49,69 s       | 8             | ausgeschieden | ausgeschieden | ausgeschieden |
| Lukáš Gdula                                        | 50 km Gehen  | —           | —       | —             | —             | 4:33:06 h     | 46            | 46            |
| Vít Hlaváč                                         | 50 km Gehen  | —           | —       | —             | —             | 4:15:40 h     | 43            | 43            |
| Pavel Maslák Michal Desenský Patrik Šorm Jan Tesař | 4 × 400 m    | 3:03,61 min | 7       | —             | —             | ausgeschieden | ausgeschieden | ausgeschieden |

 Springen und Werfen 
| Athleten           | Wettbewerb     | Qualifikation | Qualifikation | Finale        | Finale        | Rang   |
| Athleten           | Wettbewerb     | Weite/Höhe    | Rang          | Weite/Höhe    | Rang          | Rang   |
| ------------------ | -------------- | ------------- | ------------- | ------------- | ------------- | ------ |
| Frauen             |                |               |               |               |               |        |
| Romana Maláčová    | Stabhochsprung | 4,40 m        | 23            | ausgeschieden | ausgeschieden | 23     |
| Markéta Červenková | Kugelstoßen    | 17,33 m       | 24            | ausgeschieden | ausgeschieden | 24     |
| Nikola Ogrodníková | Speerwurf      | 60,03 m       | 16            | ausgeschieden | ausgeschieden | 16     |
| Irena Gillarová    | Speerwurf      | 59,16 m       | 19            | ausgeschieden | ausgeschieden | 19     |
| Barbora Špotáková  | Speerwurf      | 60,52 m       | 14            | ausgeschieden | ausgeschieden | 14     |
| Männer             |                |               |               |               |               |        |
| Tomáš Staněk       | Kugelstoßen    | 20,47 m       | 17            | ausgeschieden | ausgeschieden | 17     |
| Jakub Vadlejch     | Speerwurf      | 84,93 m       | 4             | 86,67 m       | 2             | Silber |
| Vítězslav Veselý   | Speerwurf      | 83,04 m       | 8             | 85,44 m       | 3             | Bronze |

### Moderner Fünfkampf
| Athleten     | Fechten | Fechten | Schwimmen   | Schwimmen | Reiten  | Reiten | Combined     | Combined | Punkte | Rang |
| Athleten     | Bilanz  | Punkte  | Zeit        | Punkte    | Zeit    | Punkte | Zeit         | Punkte   | Punkte | Rang |
| ------------ | ------- | ------- | ----------- | --------- | ------- | ------ | ------------ | -------- | ------ | ---- |
| Männer       |         |         |             |           |         |        |              |          |        |      |
| Martin Vlach | 16+0    | 196     | 2:07,19 min | 296       | 80,78 s | 300    | 10:30,13 min | 670      | 1462   | 5    |
| Jan Kuf      | 23+0    | 238     | 2:02,32 min | 306       | 86,07 s | 294    | 11:23,76 min | 617      | 1455   | 8    |

### Radsport

#### Bahn
| Athleten    | Wettbewerb | Qualifikation | Qualifikation | Finals        | Finals        | Rang |
| Athleten    | Wettbewerb | Zeit          | Rang          | Zeit          | Rang          | Rang |
| ----------- | ---------- | ------------- | ------------- | ------------- | ------------- | ---- |
| Männer      |            |               |               |               |               |      |
| Tomáš Bábek | Sprint     | 9,856 s       | 28            | ausgeschieden | ausgeschieden | 28   |
| Tomáš Bábek | Keirin     | +0,228 s      | 4             | ausgeschieden | ausgeschieden | 23   |

#### Straße
| Athleten         | Wettbewerb       | Zeit         | Rang |
| ---------------- | ---------------- | ------------ | ---- |
| Frauen           |                  |              |      |
| Tereza Neumanová | Straßenrennen    | 3:59:47 h    | 33   |
| Männer           |                  |              |      |
| Michael Kukrle   | Straßenrennen    | 6:15:38      | 36   |
| Michal Schlegel  | Straßenrennen    | DNS          | –    |
| Zdeněk Štybar    | Straßenrennen    | DNF          | –    |
| Michael Kukrle   | Einzelzeitfahren | 1:00:41,55 h | 26   |

#### Mountainbike
| Athleten        | Wettbewerb    | Zeit      | Rang |
| --------------- | ------------- | --------- | ---- |
| Frauen          |               |           |      |
| Jitka Čábelická | Cross-Country | 1:25:00 h | 22   |
| Männer          |               |           |      |
| Ondřej Cink     | Cross-Country | DNF       | –    |

### Reiten

#### Springreiten
| Athleten                                                                                         | Wettbewerb | Strafpunkte   | Strafpunkte   | Strafpunkte   | Strafpunkte   | Strafpunkte   | Strafpunkte   | Rang |
| Athleten                                                                                         | Wettbewerb | Einzelwertung | Einzelwertung | Einzelwertung | Nationenpreis | Nationenpreis | Nationenpreis | Rang |
| Athleten                                                                                         | Wettbewerb | 1. Umlauf     | 2. Umlauf     | Stechen       | 1. Umlauf     | 2. Umlauf     | Stechen       | Rang |
| ------------------------------------------------------------------------------------------------ | ---------- | ------------- | ------------- | ------------- | ------------- | ------------- | ------------- | ---- |
| Anna Kellnerová mit Catch Me If You Can Old                                                      | Einzel     | 12,00         | ausgeschieden | —             | —             | —             | —             | 55   |
| Aleš Opatrný mit Forewer                                                                         | Einzel     | 4,00          | ausgeschieden | —             | —             | —             | —             | 37   |
| Kamil Papoušek mit Warness                                                                       | Einzel     | aufgegeben    | ausgeschieden | —             | —             | —             | —             | —    |
| Anna Kellnerová mit Catch Me If You Can Old Aleš Opatrný mit Forewer Ondřej Zvára mit Cento Lano | Mannschaft | —             | —             | —             | 45,00         | ausgeschieden | —             | 15   |

#### Vielseitigkeitsreiten
| Athleten                                  | Wettbewerb | Minuspunkte Dressur | Minuspunkte Gelände | Minuspunkte Springen | Minuspunkte Springen | Minuspunkte Gesamt | Rang |
| ----------------------------------------- | ---------- | ------------------- | ------------------- | -------------------- | -------------------- | ------------------ | ---- |
| Miloslav Příhoda junior mit Ferreolus Lat | Einzel     | 33,80               | 30,60               | 4,00                 | ausgeschieden        | ausgeschieden      | 33   |
| Miroslav Trunda mit Shutterflyke          | Einzel     | 46,10               | 66,00               | 13,60                | ausgeschieden        | ausgeschieden      | 39   |

### Ringen

#### Griechisch-römischer Stil
Legende: G = Gewonnen, V = Verloren, S = Schultersieg
| Athleten     | Wettbewerb       | Achtelfinale | Achtelfinale | Viertelfinale | Viertelfinale | Halbfinale    | Halbfinale    | Hoffnungsrunde Halbfinale | Hoffnungsrunde Halbfinale | Hoffnungsrunde Finale | Hoffnungsrunde Finale | Finale        | Finale        | Rang |
| Athleten     | Wettbewerb       | Gegner       | Ergebnis     | Gegner        | Ergebnis      | Gegner        | Ergebnis      | Gegner                    | Ergebnis                  | Gegner                | Ergebnis              | Gegner        | Ergebnis      | Rang |
| ------------ | ---------------- | ------------ | ------------ | ------------- | ------------- | ------------- | ------------- | ------------------------- | ------------------------- | --------------------- | --------------------- | ------------- | ------------- | ---- |
| Männer       |                  |              |              |               |               |               |               |                           |                           |                       |                       |               |               |      |
| Artur Omarov | Klasse bis 97 kg | A. Szőke     | V 1:3        | ausgeschieden | ausgeschieden | ausgeschieden | ausgeschieden | ausgeschieden             | ausgeschieden             | ausgeschieden         | ausgeschieden         | ausgeschieden | ausgeschieden | 11   |

### Rudern
| Athleten                             | Wettbewerb                  | Vorlauf     | Vorlauf | Vorlauf       | Hoffnungslauf | Hoffnungslauf | Hoffnungslauf | Viertelfinale | Viertelfinale | Viertelfinale  | Halbfinale    | Halbfinale    | Halbfinale    | Finale        | Finale        | Rang |
| Athleten                             | Wettbewerb                  | Zeit        | Platz   | Qualifikation | Zeit          | Platz         | Qualifikation | Zeit          | Platz         | Qualifikation  | Zeit          | Platz         | Qualifikation | Zeit          | Platz         | Rang |
| ------------------------------------ | --------------------------- | ----------- | ------- | ------------- | ------------- | ------------- | ------------- | ------------- | ------------- | -------------- | ------------- | ------------- | ------------- | ------------- | ------------- | ---- |
| Frauen                               |                             |             |         |               |               |               |               |               |               |                |               |               |               |               |               |      |
| Kristýna Fleissnerová Lenka Antošová | Doppelzweier                | 7:05,56 min | 5       | Hoffnungslauf | 7:16,96 min   | 3             | Halbfinale    | —             | —             | —              | 7:24,22 min   | 5             | Finale B      | 6:59,19 min   | 4             | 10   |
| Männer                               |                             |             |         |               |               |               |               |               |               |                |               |               |               |               |               |      |
| Jan Fleissner                        | Einer                       | 7:16,56 min | 4       | Hoffnungslauf | 7:29,90 min   | 1             | Viertelfinale | 7:37,01 min   | 5             | Halbfinale C/D | 6:59,61 min   | 3             | Finale C      | 7:02,93 min   | 4             | 16   |
| Jakub Podrazil Jan Cincibuch         | Doppelzweier                | 6:41,75 min | 5       | Hoffnungslauf | 6:32,86 min   | 3             | -             | —             | —             | —              | ausgeschieden | ausgeschieden | ausgeschieden | ausgeschieden | ausgeschieden | 13   |
| Jiří Šimánek Miroslav Vraštil        | Leichtgewichts-Doppelzweier | 6:28,10 min | 2       | Halbfinale    | –             | –             | –             | —             | —             | —              | 6:11,88 min   | 3             | Finale A      | 6:16,42 min   | 4             | 4    |

### Schießen
| Athleten                        | Wettbewerb                               | Qualifikation   | Qualifikation | Finale          | Finale        | Ringe/ Scheiben | Rang   |
| Athleten                        | Wettbewerb                               | Ringe/ Scheiben | Rang          | Ringe/ Scheiben | Rang          | Ringe/ Scheiben | Rang   |
| ------------------------------- | ---------------------------------------- | --------------- | ------------- | --------------- | ------------- | --------------- | ------ |
| Frauen                          |                                          |                 |               |                 |               |                 |        |
| Nikola Šarounová                | Luftgewehr 10 Meter                      | 618,4           | 41            | ausgeschieden   | ausgeschieden | 618,4           | 41     |
| Nikola Šarounová                | Kleinkaliber Dreistellungskampf 50 Meter | 1161            | 24            | ausgeschieden   | ausgeschieden | 1161            | 24     |
| Barbora Šumová                  | Skeet                                    | 118             | 14            | ausgeschieden   | ausgeschieden | 118             | 14     |
| Männer                          |                                          |                 |               |                 |               |                 |        |
| Jiří Přívratský                 | Kleinkaliber Dreistellungskampf 50 Meter | 1169–68x        | 16            | ausgeschieden   | ausgeschieden | 1169            | 16     |
| Petr Nymburský                  | Kleinkaliber Dreistellungskampf 50 Meter | 1169–62x        | 17            | ausgeschieden   | ausgeschieden | 1169            | 17     |
| David Hrčkulák                  | Luftgewehr 10 Meter                      | 625,7           | 19            | ausgeschieden   | ausgeschieden | 625,7           | 19     |
| Jiří Přívratský                 | Luftgewehr 10 Meter                      | 626,8           | 14            | ausgeschieden   | ausgeschieden | 626,8           | 14     |
| David Kostelecký                | Trap                                     | 123             | 4             | 43+6            | 2             | 172             | Silber |
| Jiří Lipták                     | Trap                                     | 124             | 1             | 43+7            | 1             | 174             | Gold   |
| Jakub Tomeček                   | Skeet                                    | 122             | 7             | ausgeschieden   | ausgeschieden | 122             | 7      |
| Mixed                           |                                          |                 |               |                 |               |                 |        |
| Nikola Šarounová David Hrčkulák | 10 m Luftgewehr                          | 620,6           | 25            | ausgeschieden   | ausgeschieden | 620,6           | 25     |

### Schwimmen
| Athleten                                                            | Wettbewerb          | Vorlauf        | Vorlauf | Halbfinale     | Halbfinale    | Finale         | Finale        | Rang |
| Athleten                                                            | Wettbewerb          | Zeit           | Rang    | Zeit           | Rang          | Zeit           | Rang          | Rang |
| ------------------------------------------------------------------- | ------------------- | -------------- | ------- | -------------- | ------------- | -------------- | ------------- | ---- |
| Frauen                                                              |                     |                |         |                |               |                |               |      |
| Barbora Seemanová                                                   | 50 m Freistil       | 24,92 s        | 21      | ausgeschieden  | ausgeschieden | ausgeschieden  | ausgeschieden | 21   |
| Barbora Seemanová                                                   | 100 m Freistil      | 53,98 s        | 21      | ausgeschieden  | ausgeschieden | ausgeschieden  | ausgeschieden | 21   |
| Barbora Seemanová                                                   | 200 m Freistil      | 1:56,38 min    | 7       | 1:56,14 min NR | 5             | 1:55,45 min NR | 6             | 6    |
| Kristýna Horská                                                     | 200 m Brust         | 2:25,03 min NR | 19      | ausgeschieden  | ausgeschieden | ausgeschieden  | ausgeschieden | 19   |
| Simona Kubová                                                       | 100 m Rücken        | 1:01,35 min    | 27      | ausgeschieden  | ausgeschieden | ausgeschieden  | ausgeschieden | 27   |
| Simona Kubová                                                       | 200 m Rücken        | 2:15,81 min    | 25      | ausgeschieden  | ausgeschieden | ausgeschieden  | ausgeschieden | 25   |
| Kristýna Horská                                                     | 200 m Lagen         | 2:12,21 min    | 16      | 2:12,85 min    | 16            | ausgeschieden  | ausgeschieden | 16   |
| Barbora Seemanová Kristýna Horská Barbora Janíčková Anika Apostalon | 4 × 100 m Freistil  | 3:42,40 min    | 14      | —              | —             | ausgeschieden  | ausgeschieden | 14   |
| Männer                                                              |                     |                |         |                |               |                |               |      |
| Jan Micka                                                           | 800 m Freistil      | 7:59,04 min    | 28      | —              | —             | ausgeschieden  | ausgeschieden | 28   |
| Jan Micka                                                           | 1500 m Freistil     | 15:17,71 min   | 23      | —              | —             | ausgeschieden  | ausgeschieden | 23   |
| Jan Čejka                                                           | 100 m Rücken        | 54,69 s        | 30      | ausgeschieden  | ausgeschieden | ausgeschieden  | ausgeschieden | 30   |
| Jan Čejka                                                           | 200 m Rücken        | 1:58,02 min    | 18      | ausgeschieden  | ausgeschieden | ausgeschieden  | ausgeschieden | 18   |
| Jan Šefl                                                            | 100 m Schmetterling | 52,52 s        | 37      | ausgeschieden  | ausgeschieden | ausgeschieden  | ausgeschieden | 37   |
| Matěj Kozubek                                                       | 10 km Freiwasser    | —              | —       | —              | —             | 2:01:52,1 h    | 24            | 24   |

### Segeln
| Athleten      | Wettbewerb      | Qualifikation | Qualifikation | Medal Race    | Medal Race    | Punkte | Rang |
| Athleten      | Wettbewerb      | Punkte        | Rang          | Punkte        | Rang          | Punkte | Rang |
| ------------- | --------------- | ------------- | ------------- | ------------- | ------------- | ------ | ---- |
| Männer        |                 |               |               |               |               |        |      |
| Karel Lavický | Windsurfen RS:X | 225           | 22            | ausgeschieden | ausgeschieden | 225    | 22   |

### Sportklettern
| Athleten   | Wettbewerb             | Qualifikation | Qualifikation | Qualifikation | Qualifikation | Qualifikation | Finale | Finale   | Finale        | Finale | Finale | Rang |
| Athleten   | Wettbewerb             | Speed         | Bouldern      | Schwierigkeit | Punkte        | Rang          | Speed  | Bouldern | Schwierigkeit | Punkte | Rang   | Rang |
| ---------- | ---------------------- | ------------- | ------------- | ------------- | ------------- | ------------- | ------ | -------- | ------------- | ------ | ------ | ---- |
| Männer     |                        |               |               |               |               |               |        |          |               |        |        |      |
| Adam Ondra | Olympische Kombination | 18            | 3             | 4             | 216           | 5             | 4      | 6        | 2             | 48     | 6      | 6    |

### Tennis
| Athleten                              | Wettbewerb | 1. Runde                | 1. Runde       | 2. Runde          | 2. Runde       | Achtelfinale                  | Achtelfinale      | Viertelfinale         | Viertelfinale    | Halbfinale                  | Halbfinale       | Finale / Platz 3       | Finale / Platz 3     |
| Athleten                              | Wettbewerb | Gegner                  | Ergebnis       | Gegner            | Ergebnis       | Gegner                        | Ergebnis          | Gegner                | Ergebnis         | Gegner                      | Ergebnis         | Gegner                 | Ergebnis             |
| ------------------------------------- | ---------- | ----------------------- | -------------- | ----------------- | -------------- | ----------------------------- | ----------------- | --------------------- | ---------------- | --------------------------- | ---------------- | ---------------------- | -------------------- |
| Frauen                                |            |                         |                |                   |                |                               |                   |                       |                  |                             |                  |                        |                      |
| Karolína Plíšková                     | Einzel     | A. Cornet               | 6:1, 6:3       | C. Suárez Navarro | 6:3, 6:70, 6:1 | C. Giorgi                     | 4:6, 2:6          | ausgeschieden         | ausgeschieden    | ausgeschieden               | ausgeschieden    | ausgeschieden          | ausgeschieden        |
| Petra Kvitová                         | Einzel     | J. Paolini              | 6:4, 6:3       | A. Van Uytvanck   | 7:5, 3:6, 0:6  | ausgeschieden                 | ausgeschieden     | ausgeschieden         | ausgeschieden    | ausgeschieden               | ausgeschieden    | ausgeschieden          | ausgeschieden        |
| Barbora Krejčíková                    | Einzel     | S. Dijas                | 5:2 Aufgabe    | L. A. Fernandez   | 6:2, 6:4       | B. Bencic                     | 6:1, 2:6, 3:6     | ausgeschieden         | ausgeschieden    | ausgeschieden               | ausgeschieden    | ausgeschieden          | ausgeschieden        |
| Markéta Vondroušová                   | Einzel     | K. Bertens              | 6:4, 3:6, 6:4  | M. Buzărnescu     | 6:1, 6:2       | N. Ōsaka                      | 6:1, 6:4          | P. Badosa             | 6:3 Aufgabe      | E. Switolina                | 6:3, 6:1         | B. Bencic              | 5:7, 6:2, 3:6 Silber |
| Barbora Krejčíková Kateřina Siniaková | Doppel     | Y.-c. Hsieh / C.-y. Hsu | 6:2, 6:1       | —                 | —              | P. Badosa / S. Sorribes Tormo | 6:2, 5:7, [10:5]  | A. Barty / S. Sanders | 3:6, 6:4, [10:7] | W. Kudermetowa / J. Wesnina | 6:3, 3:6, [10:6] | B. Bencic / V. Golubic | 7:5, 6:1 Gold        |
| Karolína Plíšková Markéta Vondroušová | Doppel     | Y. Duan / S. Zheng      | 6:2, 6:1       | —                 | —              | L. Pigossi / L. Stefani       | 6:2, 4:6, [11:13] | ausgeschieden         | ausgeschieden    | ausgeschieden               | ausgeschieden    | ausgeschieden          | ausgeschieden        |
| Männer                                |            |                         |                |                   |                |                               |                   |                       |                  |                             |                  |                        |                      |
| Tomáš Macháč                          | Einzel     | J. Sousa                | 6:75, 6:4, 6:4 | D. Schwartzman    | 4:6, 5:7       | ausgeschieden                 | ausgeschieden     | ausgeschieden         | ausgeschieden    | ausgeschieden               | ausgeschieden    | ausgeschieden          | ausgeschieden        |

### Tischtennis
| Athleten         | Wettbewerb | 1. Runde       | 1. Runde | 2. Runde            | 2. Runde | 3. Runde      | 3. Runde      | Achtelfinale  | Achtelfinale  | Viertelfinale | Viertelfinale | Halbfinale    | Halbfinale    | Finale/Platz 3 | Finale/Platz 3 | Rang  |
| Athleten         | Wettbewerb | Gegner         | Erg.     | Gegner              | Erg.     | Gegner        | Erg.          | Gegner        | Erg.          | Gegner        | Erg.          | Gegner        | Erg.          | Gegner         | Erg.           | Rang  |
| ---------------- | ---------- | -------------- | -------- | ------------------- | -------- | ------------- | ------------- | ------------- | ------------- | ------------- | ------------- | ------------- | ------------- | -------------- | -------------- | ----- |
| Frauen           |            |                |          |                     |          |               |               |               |               |               |               |               |               |                |                |       |
| Hana Matelová    | Einzel     | —              | —        | Orawan Paranang     | 2:4      | ausgeschieden | ausgeschieden | ausgeschieden | ausgeschieden | ausgeschieden | ausgeschieden | ausgeschieden | ausgeschieden | ausgeschieden  | ausgeschieden  | 33–48 |
| Männer           |            |                |          |                     |          |               |               |               |               |               |               |               |               |                |                |       |
| Lubomír Jančařík | Einzel     | Ali Alkhadrawi | 4:0      | Kirill Gerassimenko | 3:4      | ausgeschieden | ausgeschieden | ausgeschieden | ausgeschieden | ausgeschieden | ausgeschieden | ausgeschieden | ausgeschieden | ausgeschieden  | ausgeschieden  | 33–48 |

Pavel Širuček hatte sich im Einzel qualifiziert, konnte aber wegen einer SARS-CoV-2-Infektion nicht antreten.

### Triathlon
| Athleten         | Wettbewerb | Zeit      | Rang |
| ---------------- | ---------- | --------- | ---- |
| Frauen           |            |           |      |
| Petra Kuriková   | Einzel     | 2:04:10 h | 30   |
| Vendula Frintová | Einzel     | LAP       | LAP  |

### Turnen

#### Gerätturnen
| Athleten       | Wettbewerb       | Qualifikation | Qualifikation | Finale        | Finale        | Rang |
| Athleten       | Wettbewerb       | Punkte        | Rang          | Punkte        | Rang          | Rang |
| -------------- | ---------------- | ------------- | ------------- | ------------- | ------------- | ---- |
| Frauen         |                  |               |               |               |               |      |
| Aneta Holasová | Boden            | 11,100        | 80            | ausgeschieden | ausgeschieden | 80   |
| Aneta Holasová | Schwebebalken    | 11,933        | 68            | ausgeschieden | ausgeschieden | 68   |
| Aneta Holasová | Stufenbarren     | 11,533        | 77            | ausgeschieden | ausgeschieden | 77   |
| Aneta Holasová | Mehrkampf Einzel | 47,132        | 73            | ausgeschieden | ausgeschieden | 73   |
| Männer         |                  |               |               |               |               |      |
| David Jessen   | Boden            | 13,466        | 49            | ausgeschieden | ausgeschieden | 49   |
| David Jessen   | Pauschenpferd    | 12,333        | 62            | ausgeschieden | ausgeschieden | 62   |
| David Jessen   | Ringe            | 12,566        | 65            | ausgeschieden | ausgeschieden | 65   |
| David Jessen   | Barren           | 13,633        | 53            | ausgeschieden | ausgeschieden | 53   |
| David Jessen   | Reck             | 11,000        | 71            | ausgeschieden | ausgeschieden | 71   |
| David Jessen   | Mehrkampf Einzel | 75,331        | 57            | ausgeschieden | ausgeschieden | 57   |